# 奧盧兒童性侵案
奧盧兒童性侵案是芬蘭持續不斷的兒童性虐待醜聞。2018年12月，有消息称成年移民男子在芬兰奥卢性誘拐（即强奸或其他性侵犯）15岁以下的女孩。一名受害者最终自杀。警方對此警告年轻女孩和家长，同时强调「并非所有有外国背景的人都不诚实或者会犯罪」。到2019年1月中旬，嫌疑人有16人。
据说这起案件“震撼”了芬兰，内阁成员打破了常規的芬兰禁忌，对正在进行的刑事调查发表评论。

## 反映
2018年1月，當新的案件被揭露時，尤哈·西比莱在網站上發表了正式聲明：“一些尋求庇護者，甚至那些獲得庇護的人，在這裡帶來邪惡並造成不安全感，這是不可接受的。”

## 政治與法律
《路透社》報導說，因為歐洲移民危機當頭，發生在奧盧的此案已成為芬蘭政治中的“重要政治問題”。《新華社》報導，據稱八名外籍男子的強姦使芬蘭的民粹主義支持增加。
作為對性犯罪揭露的回應，議會於1月推出了三個快速立法項目：一個是增加對兒童性虐待的懲罰；一是提高警方“處理”個人資料的能力；一項是從犯有某些罪行的歸化外國人那裡剝奪芬蘭公民身份。社會民主議會團體主席安蒂·林特曼強調了讓所有議會團體支持這些倡議的獨特性。

## 延伸閱讀
- Dutton, Edward. . 2019. ISBN 978-1799003649.